# Grabovac (żupania osijecko-barańska)
Grabovac – wieś w Chorwacji, w żupanii osijecko-barańskiej, w gminie Čeminac. W 2011 roku liczyła 872 mieszkańców.